# Mount Darrah
Mount Darrah är ett berg i Kanada.   Det ligger i provinsen Alberta, i den södra delen av landet, 2 900 km väster om huvudstaden Ottawa. Toppen på Mount Darrah är 2 758 meter över havet, eller 651 meter över den omgivande terrängen. Bredden vid basen är 16,6 km.
Terrängen runt Mount Darrah är huvudsakligen kuperad. Mount Darrah ligger uppe på en höjd som går i nord-sydlig riktning.Trakten runt Mount Darrah är nära nog obefolkad, med mindre än två invånare per kvadratkilometer..
Trakten runt Mount Darrah består i huvudsak av gräsmarker.